# Музеј 4. јули
Музеј „4. јули“ је био музеј, који је од 1950. до 2003. године постојао у Београду. Налазио се у Булевару кнеза Александра Карађорђевића бр. 10/а у кући Владислава Рибникара, у којој су чланови Политбироа Централног комитета Комунистичке партије Југославије, 4. јула 1941. године, одржали седницу на којој су донели одлуку о подизању устанка народа Југославије против окупатора. Овај дан се касније прослављао као Дан борца.

## Кућа-музеј
Кућу је 1934. године саградио Владислав Рибникар. Пре избијања Другог светског рата у дворишту је ископано склониште, а сама зграда припремљена је за илегални рад. У њој су се, у првим годинама рата, крили илегалци и неко време је ту штампан Билтен Врховног штаба НОВ и ПОЈ. Између осталих, у њој су живели: Едвард Кардељ, Владимир Дедијер и Иво Лола Рибар, а на спрату је била соба у којој је боравио Јосип Броз Тито. Након одласка Владислава и Јаре Рибникар у партизане, 1943. године, кућа је конфискована и у њу су се уселили немачки официри.
По ослобођењу земље, Владислав Рибникар је кућу, коју су Немци оставили празну и демолирану, поклонио Комунистичкој партији Југославије, са жељом да у њој формира музеј. Музеј је отворен 1. маја 1950. године и налазио се у саставу Музеја града Београда. Године 1982, укључен је у састав Меморијалног центра „Јосип Броз Тито“, а по његовом укидању 1996. године, укључен је у састав Музеј града Београда. Музеј је затворен за посетиоце 2000. године, а априла 2003. кућа је враћена породици Рибникар.
Фонд Рибникар је маја 2003. године, донео одлуку да у кући формира музеј листа „Политике“ и српске штампе. Тада је одлучено да се кућа реновира како би се створили услови за стварање сталне поставке, али оно још увек није почело.
Кућа је обележена спомен-плочом, а 17. маја 1965. године је проглашена за Споменик културе од изузетног значаја. Испред зграде је постављен споменик „Позив на устанак“, рад вајара Војина Бакића.

## Галерија
- Споменик „Позив на устанак“ рад вајара Војина Бакића